# Elza Soares

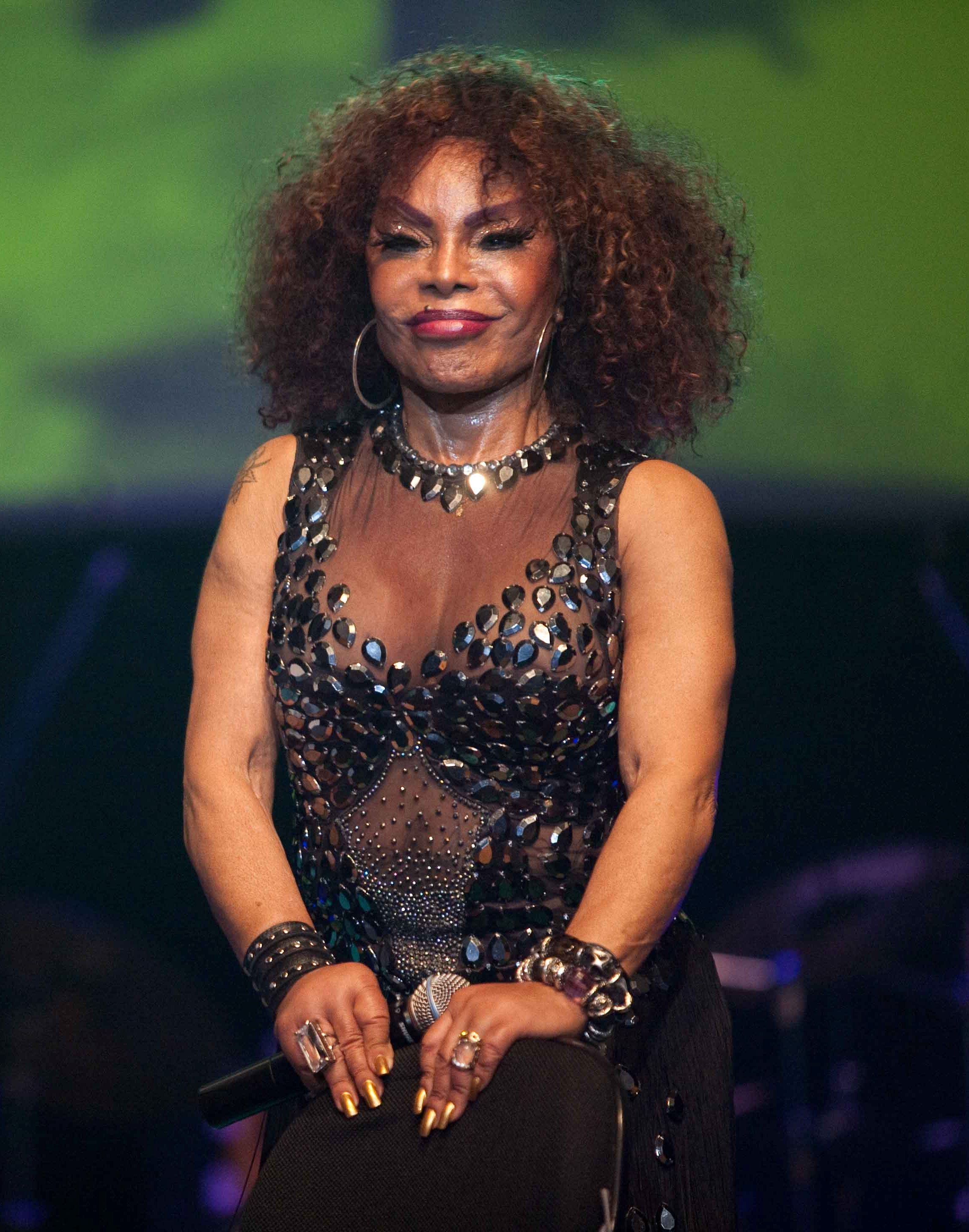
Elza Soares (2010)

Elza Soares, bürgerlich Elza Gomes da Conceição (* 23. Juni 1930 in Rio de Janeiro, Brasilien; † 20. Januar 2022 ebenda), war eine brasilianische Samba-Sängerin. Sie zählte neben Clara Nunes und Beth Carvalho zu den bedeutendsten Interpretinnen des Samba.

## Leben
Elza Soares wuchs als Tochter einer Reinigungskraft und eines Fabrikarbeiters in Rios Favela Água Santa in armen Verhältnissen auf. Sie arbeitete zunächst als Putzfrau und Arbeiterin in einer Seifenfabrik. Sie heiratete mit 12 Jahren und verlor im jugendlichen Alter drei Kinder, die an Unterernährung starben.
1953 gewann sie einen Gesangswettbewerb des Komponisten Ary Barroso und wurde anschließend als Schlagersängerin von Joaquim Naeglis Orchester „Garam de Bailes“ engagiert, für das sie bis 1954 arbeitete. 1955 trat sie im Musical „Jou-jou frou-frou“ auf, das ein großer Erfolg wurde.
1958 unternahm sie einen achtmonatigen Aufenthalt in Argentinien, wo sie mit der Sängerin Mercedes Batista auftrat. Nach ihrer Rückkehr nach Rio wurde sie vom Radiosender Rádio Tupi engagiert und arbeitete nebenbei als Schlagersängerin. Dabei lernte sie den brasilianischen Musikproduzenten Aloysio de Oliveira kennen, der mit dem Musiklabel Elenco Alben populärer brasilianischer Künstler wie Vinícius de Moraes, Dorival Caymmi, Aracy de Almeida, Roberto Menescal, Ciro Monteiro und Odette Lara produzierte. Elza Soares’ erstes Album „Se acaso você chegasse“ erschien 1960 auf dem Musiklabel Odeon und war ein großer Erfolg. Elza wurde anschließend für die prestigeträchtige Show „Primeiro festival nacional de bossa nova“ engagiert, in der sie regelmäßig auftrat. 1962 erschien ihr zweites Album „A bossa negra“, für das den Produzenten das Image einer „Sarah Vaughan aus den Favelas“ vorschwebte.
1962 sang sie anlässlich der Fußball-Weltmeisterschaft in Santiago de Chile an der Seite von Louis Armstrong. Dort lernte sie den brasilianischen Nationalspieler Garrincha kennen, den sie 1966 heiratete. Bereits 1963 wurde der gemeinsame Sohn Garrinchinha geboren, der 1986 bei einem Autounfall ums Leben kam. Soares’ Ehe, die bis zur Scheidung 1977 dauerte, war konfliktreich und unglücklich. In dieser Zeit begannen auch ihre Gesundheit und Popularität zu leiden, da sie in zunehmendem Maße Alkohol konsumierte.
In den 1960ern gab Elza für das Plattenlabel Odeon eine Reihe von erfolgreichen Alben heraus, von denen „O Máximo em Samba“ (1967), „Elza Soares & Wilson das Neves“ (1968) sowie „Elza, Miltinho e Samba“, eine aus drei Alben bestehende Reihe mit Miltinho, die bekanntesten sind.
1969 zog sie nach Rom und trat bis 1972 im Teatro Sistina auf. In Rom brachte sie drei Alben für Odeon heraus, unter anderem mit Liedern von Jorge Ben, Toquinho und Zé Kéti.
Nach ihrer Rückkehr nach Brasilien erschien 1972 die LP „Elza pede passagem“, gefolgt von regelmäßigen Auftritten in Musikshows wie „Elza em dia de graça“ und der „Brasil Export Show“, sowie zahlreichen weiteren LPs auf Odeon.
In den 1980ern wurde sie als Kultfigur wiederentdeckt und trat mit der Gruppe Os Titãs regelmäßig in einem Nachtclub in Rio auf. Nach dem Tod ihres Sohnes Garrinchinha 1986 verbrachte sie neun Jahre in Europa und den USA.
1997 produzierte sie gemeinsam mit Chico Buarque und Aldir Blanc das Album „Trajetória“, für das sie von vielen als beste Samba-Sängerin geehrt wurde. 1999 trat sie in der Londoner Royal Albert Hall in der Show „Desde Que o Samba é Samba“ gemeinsam mit bekannten brasilianischen Künstlern wie Chico Buarque, Caetano Veloso, Gilberto Gil, Gal Costa und Virgínia Rodrigues auf.
Elza Soares’ Leben war Thema des 2000 erschienenen Musicals „Crioula“, für das unter anderem Chico Buarque und Chico César Lieder komponiert haben. In ihrem 2002 erschienenen Album „Do cóccix até o pescoço“ arbeitete sie mit brasilianischen Musikern der Gegenwart wie Seu Jorge und Carlinhos Brown zusammen.
2005 wirkte Elza Soares in dem Dokumentarfilm Brasileirinho über die Musik des Choro von Mika Kaurismäki mit.
Soares starb im Januar 2022 in ihrem Zuhause in Rio de Janeiro im Alter von 91 Jahren.

## Diskografie (Auswahl)

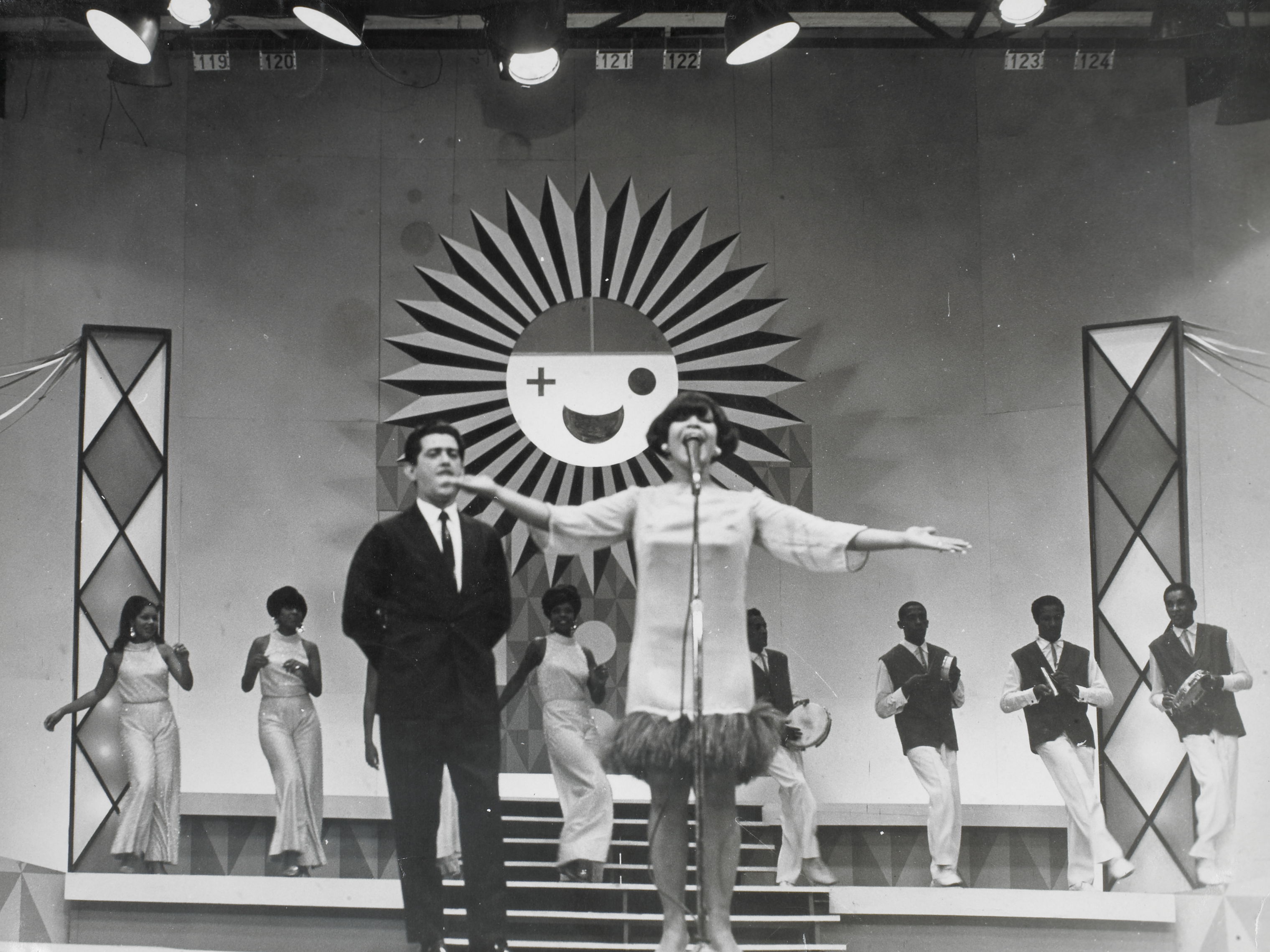
Elza Soares, 1967

- Se Acaso Você Chegasse (Odeon 1960)
- A Bossa Negra (Odeon 1961 / Universal 2003)
- Com A Bola Branca (Odeon 1966)
- Elza Carnaval & Samba (Odeon 1969 / EMI 2003)
- Elza Pede Passagem (Odeon 1972 / EMI 2004)
- Do Cóccix Até O Pescoço (Maianga / Tratore 2002)
- Vivo Feliz (Tratore 2004)
- Beba-me – Ao Vivo (Biscoito Fino 2007), CD und DVD
- A Mulher Do Fim Do Mundo (Mais Um Discos 2015), Die Frau des jüngsten Tages